# Ipimorpha subvexa
Ipimorpha subvexa là một loài bướm đêm trong họ Noctuidae.